# Irlande au Concours Eurovision de la chanson 2019
L'Irlande est l'un des quarante et un pays participants du Concours Eurovision de la chanson 2019, qui se déroule à Tel-Aviv en Israël. Le pays est représenté par la chanteuse Sarah McTernan et sa chanson 22, sélectionnées en interne par le diffuseur irlandais RTÉ. Le pays se classe en18e et dernière place lors de sa demi-finale, ne recevant que 16 points. Le pays échoue conséquemment à se qualifier en finale.

## Sélection
Le pays a confirmé sa participation à l'Eurovision 2019 le 16 août 2018. Le 8 mars 2019, RTÉ annonce que le pays sera représenté par Sarah McTernan et sa chanson 22.

## À l'Eurovision
L'Irlande participe à la deuxième demi-finale, le 16 mai 2019. Y terminant 18e et dernier avec 16 points, le pays ne se qualifie pas pour la finale. 